# Skrivania minuta
Skrivania minuta là một loài bọ cánh cứng trong họ Lycidae. Loài này được Bocáková & Bocák miêu tả khoa học năm 1999.